# Nisaetus nanus
El águila-azor de Wallace (Nisaetus nanus anteriormente en el género Spizaetus) es una especie de ave rapaz diurna de la familia Accipitridae. Habita en bosques húmedos de Borneo, Sumatra y la península de Malaca.
Está amenazada por la pérdida de hábitat. Es una de las águilas más pequeñas del mundo con alrededor de 46 cm de largo y un peso de 500 a 610 g (aproximadamente del tamaño de un halcón peregrino).
El nombre común conmemora al naturalista, explorador, geógrafo, antropólogo y biólogo británico Alfred Russel Wallace.